# Rezerwat przyrody Dęby Biesiadne im. Mariana Pulkowskiego
Rezerwat przyrody Dęby Biesiadne im. Mariana Pulkowskiego – leśny rezerwat przyrody w województwie mazowieckim, w powiecie kozienickim, na terenie gminy Głowaczów, leśnictwa Studzianki, nadleśnictwa Dobieszyn.
Celem ochrony jest zachowanie naturalnych grądów typowych (Tilio-Carpinetum tipicum). Głównym przedmiotem ochrony jest 220-letni starodrzew dębowy z dużym udziałem grabu oraz przyległe zbiorowiska grądów i łęgów. Dominującym siedliskiem leśnym jest tu las świeży.